# Yves Poullet
Yves Poullet, né le 21 juin 1952 à Tournai, est un professeur universitaire belge, directeur du Centre de recherches informatique et droit (CRID) depuis sa création en 1979 jusqu'en 2010.
Il est reconnu pour ses compétences en droit lié aux Technologies de l'information et de la communication, plus particulièrement en matière de libertés relatives à la société de l’information, et de la gouvernance de l’Internet. Il collabore avec de nombreuses institutions, telles l'UNESCO, la Commission et le Parlement européens, ou encore le Conseil de l’Europe.

## Biographie
Professeur, désormais émérite, à la faculté de droit de Namur, mais aussi à l'université de Liège, Yves Poullet est également le fondateur de différents réseaux académiques européens, et membre, entre autres, de l'Académie royale des sciences, des lettres et des beaux-arts de Belgique (classe Technologies et Société) depuis le 29 mai 2009.
Il entretient de multiples collaborations avec des universités et hautes écoles, aussi bien sur la scène internationale (il est par exemple Professeur associé à l'Université Catholique de Lille, et membre du Comité scientifique de la Chaire Lambert Wilson à l'Université de Montréal), que locale (il est notamment membre du conseil d'administration de l'Institut supérieur de musique et de pédagogie de Namur).
Yves Poullet a été le recteur de l'Université de Namur (à l'époque encore nommée "Facultés universitaires Notre-Dame de la Paix") du  1er septembre 2010 au 31 août 2017.
Il est le président de la RDTI (une revue juridique trimestrielle rendant compte de la doctrine et de la jurisprudence relatives au droit des technologies de l'information et de la communication).

## Prix
- Prix Olivier-Debouzy 2019[4].